# Лофт (город в Германии)
Лофт (нем. Looft) — община в Германии, в земле Шлезвиг-Гольштейн.
Входит в состав района Штайнбург. Подчиняется управлению Шенефельд. Население составляет 373 человека (на 31 декабря 2010 года). Занимает площадь 12,43 км².